# Dharwad
Dharwad è una città dell'India di 252.375 abitanti, capoluogo del distretto di Dharwad, nello stato federato del Karnataka. In base al numero di abitanti la città rientra nella classe I (da 100.000 persone in su).

## Geografia fisica
La città è situata a 15° 28' 0 N e 75° 1' 0 E e ha un'altitudine di 700 m s.l.m..

## Società

### Evoluzione demografica
Al censimento del 2001 la popolazione di Dharwad assommava a 252.375 persone, delle quali 130.048 maschi e 122.327 femmine. Coloro che erano in grado di saper almeno leggere e scrivere erano 184.420, dei quali 102.209 maschi e 82.211 femmine.